# (6832) Kawabata
(6832) Kawabata ist ein Asteroid des äußeren Hauptgürtels, der am 23. März 1992 von den japanischen Amateurastronomen Kin Endate und Kazurō Watanabe am Kitami-Observatorium (IAU-Code 400) auf Hokkaidō entdeckt wurde.
Der Himmelskörper gehört zur Ashkova-Gruppe, einer Asteroidenfamilie, die nach (3460) Ashkova benannt wurde.
Der Asteroid wurde am 8. August 1998 nach dem japanischen Schriftsteller Yasunari Kawabata (1899–1972) benannt, der 1968 mit dem Nobelpreis für Literatur ausgezeichnet wurde. Seit 1974 verleiht die aus dem Preisgeld des Nobelpreises finanzierte Kawabata-Gedenk-Stiftung den Kawabata-Yasunari-Literaturpreis für herausragende Erzählungen und Kurzgeschichten.